# 中津日田道路
中津日田道路（なかつひたどうろ）は、大分県中津市から大分県日田市に至る総延長約50 キロメートル (km) の地域高規格道路の路線名である。1994年（平成6年）12月に計画路線に指定された。一部の区間で事業化され、開通している。開通区間は、臨港道路中津港線を除き、自動車専用道路に指定されている。

## 各区間の説明

### 臨港道路中津港線
- 起点 : 中津港
- 終点 : 大分県中津市大字定留（定留IC）
- 延長 :  3.4 km[1]
- 車線 : 4車線[1]
- 幅員 : 24.25 m[2]

起点の中津港から大分県道23号中津高田線までの区間。2008年（平成20年）度に事業化された。「中津港 田尻地区 臨港道路整備事業」という事業名で臨港道路として国土交通省別府港湾・空港事務所が整備を行い、2015年（平成27年）3月22日に全線開通した。片側2車線の一般道路であり、自転車や歩行者の通行も可能。

### 中津港線
- 起点 : 大分県中津市大字定留（定留IC）
- 終点 : 大分県中津市大字犬丸（犬丸IC）
- 延長 : 1.5 km
- 規格 : 第1種3級
- 設計速度 : 80 km/h
- 車線 : 4車線（暫定2車線）
- 幅員 : 20.5 m（暫定14.0 m）

中津高田線から国道213号までの区間。2000年（平成12年）度に事業化された。2009年（平成21年）3月20日に自動車専用道路として、暫定2車線で供用開始。大分県道530号小祝港線に指定されている。

### 中津道路
- 起点 : 大分県中津市大字犬丸（犬丸IC）
- 終点 : 大分県中津市大字伊藤田（伊藤田IC）
- 延長 : 2.1 km
- 規格 : 第1種3級
- 設計速度 : 80 km/h
- 車線 : 4車線（暫定2車線）
- 幅員 : 20.5 m（暫定14.0 m）

国道213号から国道10号までの区間。1999年（平成11年）度に事業化された。2009年（平成21年）3月20日に自動車専用道路として、暫定2車線で供用開始。中津道路より西の各区間は国道212号に指定されている。

### 中津三光道路
- 起点 : 大分県中津市大字伊藤田（伊藤田IC）
- 終点 : 大分県中津市三光西秣
- 延長 : 2.9 km
- 規格 :
- 設計速度 : 80 km/h（暫定70 km/h）
- 車線 : 暫定2車線
- 幅員 : 10.5 m

2006年（平成18年）度に事業化された。伊藤田IC - 三光下秣IC間は2015年（平成27年）2月28日に、三光下秣IC - 中津IC間は東九州自動車道の開通に合わせ翌3月1日に供用開始。

### 三光本耶馬渓道路
- 起点 : 大分県中津市三光西秣

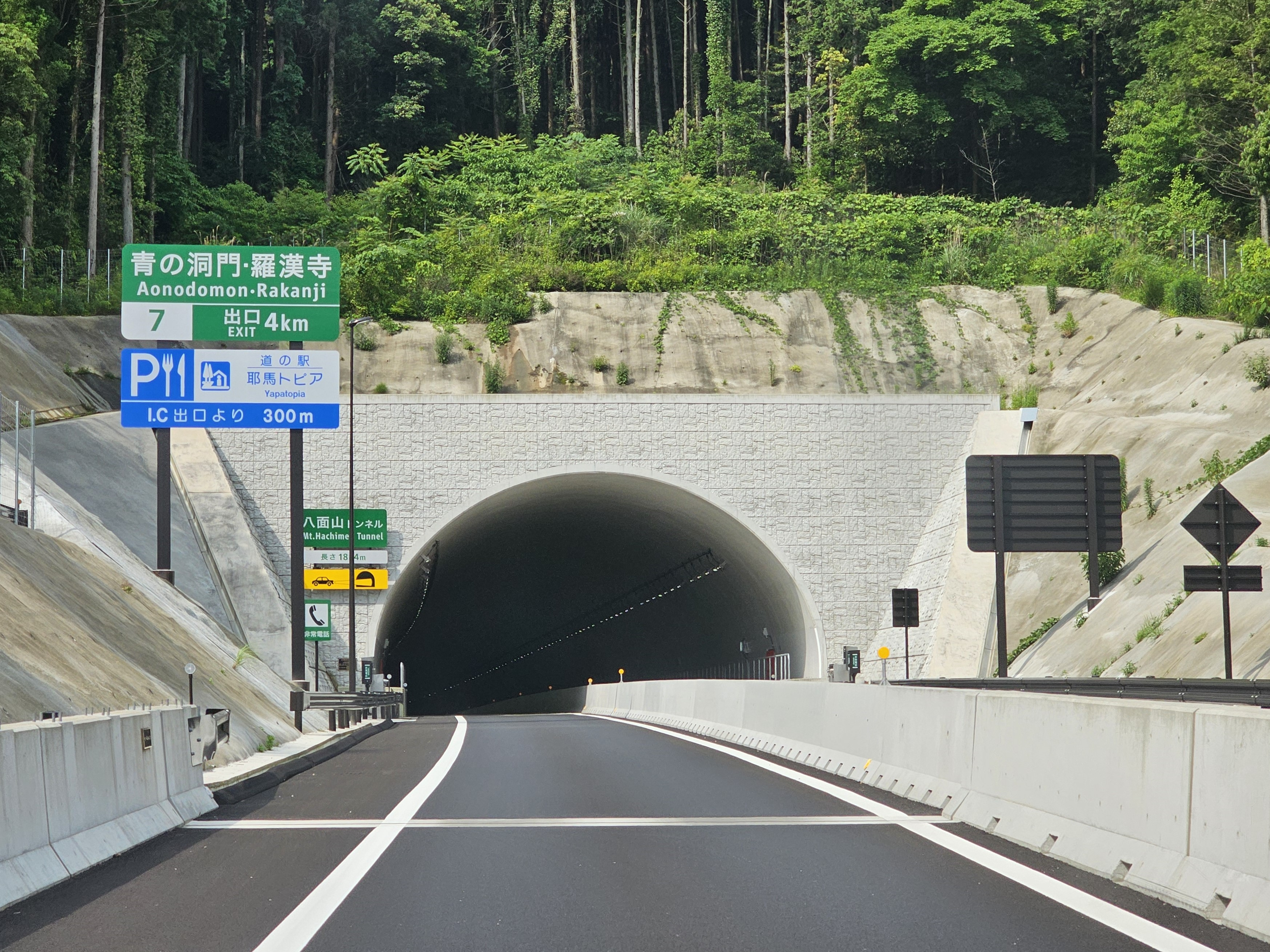
八面山トンネル（下り方向）

- 終点 : 大分県中津市本耶馬渓町落合（本耶馬渓IC）
- 延長 : 12.8 km
- 規格 : 第1種第3級
- 設計速度 : 80 km/h
- 車線 : 2車線
- 幅員 : 12.0 m

2007年（平成19年）度に事業化された。国土交通省が権限代行している。中津IC - 田口IC間が2019年（平成31年）3月3日に、田口IC - 青の洞門・羅漢寺IC間が2024年（令和6年）3月24日にそれぞれ開通。

### 本耶馬渓耶馬溪道路
- 起点 : 大分県中津市本耶馬渓町落合（本耶馬渓IC）
- 終点 : 大分県中津市耶馬溪町大字山移（耶馬溪山移IC）
- 延長 : 5.0 km
- 規格 : 第1種3級
- 設計速度:80 km/h
- 車線 : 4車線（暫定2車線）
- 幅員 : 20.5 m（暫定14.0 m）

1996年（平成8年）度に事業化された。2012年（平成24年）3月31日に開通した。自動車専用道路に指定されている。はなぐりトンネル（1.869 km）を通る。

### 耶馬溪道路
- 起点 : 大分県中津市耶馬溪町大字山移（耶馬溪山移IC）
- 終点 : 大分県中津市耶馬溪町大字大島（下郷交差点）
- 延長 : 5.0 km

2008年（平成20年）度に事業化された。2021年（令和3年）2月28日に開通。自動車専用道路に指定されている。鹿熊ふるさとトンネル（延長2,986 m）を通る。

### 耶馬溪山国道路
- 起点 : 大分県中津市耶馬溪町大字大島（下郷交差点）
- 終点 : 大分県中津市山国町大字守実
- 延長 : 8.5 km

中津市耶馬溪町大島から中津市山国町守実までの区間である。2021年（令和3年）度に事業化された。

### 日田山国道路
- 起点 : 大分県中津市山国町大字守実
- 終点 : 大分県日田市大字三和
- 延長 : 8.8 km

2008年（平成20年）9月に調査区間の指定を受け、2013年（平成25年）度より環境調査に着手、2015年（平成27年）度に補助事業として採択された。自動車専用道路を新たに整備する計画である。

### 日田拡幅
- 調査区間 3.5 km

日田市三和から日田市渡里までの区間である。2008年（平成20年）9月に調査区間の指定を受けた。国道212号現道を4車線化する計画である。

## インターチェンジなど
- 全区間大分県内に所在。
- IC番号欄の背景色が■である区間は既開通区間に存在する。
施設欄の背景色が■である区間は未開通区間または未供用施設に該当する。
未開通区間の名称は仮称である。

| IC番号                      | 施設名             | 接続路線名                              | 起点から (km) | 備考              | 所在地 | 所在地 |
| --------------------------- | ------------------ | --------------------------------------- | ------------- | ----------------- | ------ | ------ |
| 臨港道路中津港線 中津港方面 |                    |                                         |               |                   |        |        |
| 1                           | 定留IC             | 大分県道23号中津高田線                  | 0.0           |                   | 大分県 | 中津市 |
| 2                           | 犬丸IC             | 国道213号                               | 1.5           |                   | 大分県 | 中津市 |
| 3                           | 伊藤田IC           | 国道10号（中津バイパス）                | 3.6           |                   | 大分県 | 中津市 |
| 4                           | 三光下秣IC         | 大分県道664号円座中津線                 | 5.8           |                   | 大分県 | 中津市 |
| 8                           | 中津IC             | E10 東九州自動車道                      | 6.5           | IC番号「5」は欠番 | 大分県 | 中津市 |
| 6                           | 田口IC             | 大分県道697号渋見成恒中津線（市道経由） | 9.3           |                   | 大分県 | 中津市 |
| 7                           | 青の洞門・羅漢寺IC | 国道500号                               | 14.6          |                   | 大分県 | 中津市 |
| 事業中                      |                    |                                         |               |                   | 大分県 | 中津市 |
| 8                           | 本耶馬渓IC         | 大分県道667号落合斎藤線                 | 19.3          |                   | 大分県 | 中津市 |
| 9                           | 耶馬溪山移IC       | 大分県道28号森耶馬溪線                  | 24.3          |                   | 大分県 | 中津市 |
| 10                          | 下郷交差点         | 国道212号                               | 29.3          |                   | 大分県 | 中津市 |
| -                           | 山国IC             |                                         |               | 事業中            | 大分県 | 中津市 |
| -                           | 上志川IC           | 国道212号                               | 37.8          | 事業中            | 大分県 | 中津市 |
| -                           | 三和IC             | 国道212号                               | 46.6          | 事業中            | 大分県 | 日田市 |
| 大分道日田IC方面 計画路線   |                    |                                         |               |                   |        |        |